# Citizen Schein
Citizen Schein är en svensk dokumentärfilm från 2017, regisserad av Maud Nycander och producerad av Breidablick Film Produktion AB. Filmen handlar om företagsledaren och kulturpersonligheten Harry Schein. Berättarröst är Maude Nycander, Scheins röst gestaltas av Eli Ingvarsson och Kerstin Grandler gör rösten till Scheins mor Ida Langbank Schein.

## Medverkande
- Eli Ingvarsson – Harry Scheins röst
- Kerstin Grandler – Ida Langbank Scheins röst
- Ingvar Carlsson
- Roy Andersson
- Åsa Moberg
- Liv Ullman
- Jörn Donner
- Harriet Andersson
- Mårten Palme